# Коџи Јамасе
Коџи Јамасе (јап. 山瀬 功治; 22. септембар 1981) јапански је фудбалер.

## Каријера
Током каријере је играо за Консадоле Сапоро, Урава Ред Дајмондс, Јокохама Ф. Маринос, Кавасаки Фронтале и многе друге клубове.

## Репрезентација
За репрезентацију Јапана дебитовао је 2006. године. За тај тим је одиграо 13 утакмица и постигао 5 голова.

## Статистика
| Јапан  | Јапан   | Јапан  |
| Година | Наступи | Голови |
| ------ | ------- | ------ |
| 2006.  | 1       | 0      |
| 2007.  | 1       | 1      |
| 2008.  | 10      | 4      |
| 2009.  | 0       | 0      |
| 2010.  | 1       | 0      |
| Укупно | 13      | 5      |